# 加佐洛
加佐洛（義大利語：Gazzuolo），是意大利曼托瓦省的一个市镇。总面积22平方公里，人口2415人，人口密度109.8人/平方公里（2009年）。国家统计（ISTAT）代码为020025。

## 主要景點
岡薩加門廊
貢薩加宮
瑪麗亞納森特教堂
聖洛克教堂